# Openluchtmuseum Tanki Maraka
Openluchtmuseum Tanki Maraka, ook bekend als Parke di Herensia Tanki Maraka of Tanki Maraka Heritage Park, is een openluchtmuseum, gelegen langs de weg naar Rincon op 8,5 km ten noorden van Kralendijk, Bonaire.
Het is een museumsite over de Tweede Wereldoorlog, waar een voormalig Amerikaans militair kamp gevestigd was. Middels een wandelroute wordt de bezoeker geleid langs de overblijfselen van de legerbasis en langs ruim 30 panelen met beeldmateriaal waarop de rol van Bonaire in de oorlogsgeschiedenis wordt uitgelegd. Het park is voorzien van zitbanken, tafels en bbq-bakken en is gratis toegankelijk.

## Geschiedenis
Na de bezetting van Nederland stond het Caribisch deel van het Koninkrijk der Nederlanden onder bescherming van de Britse en Amerikaanse troepen. Op Bonaire vestigde het Amerikaanse leger in 1942 een militaire basis te Tanki Maraka nabij het Subi Blanko vliegveld. 

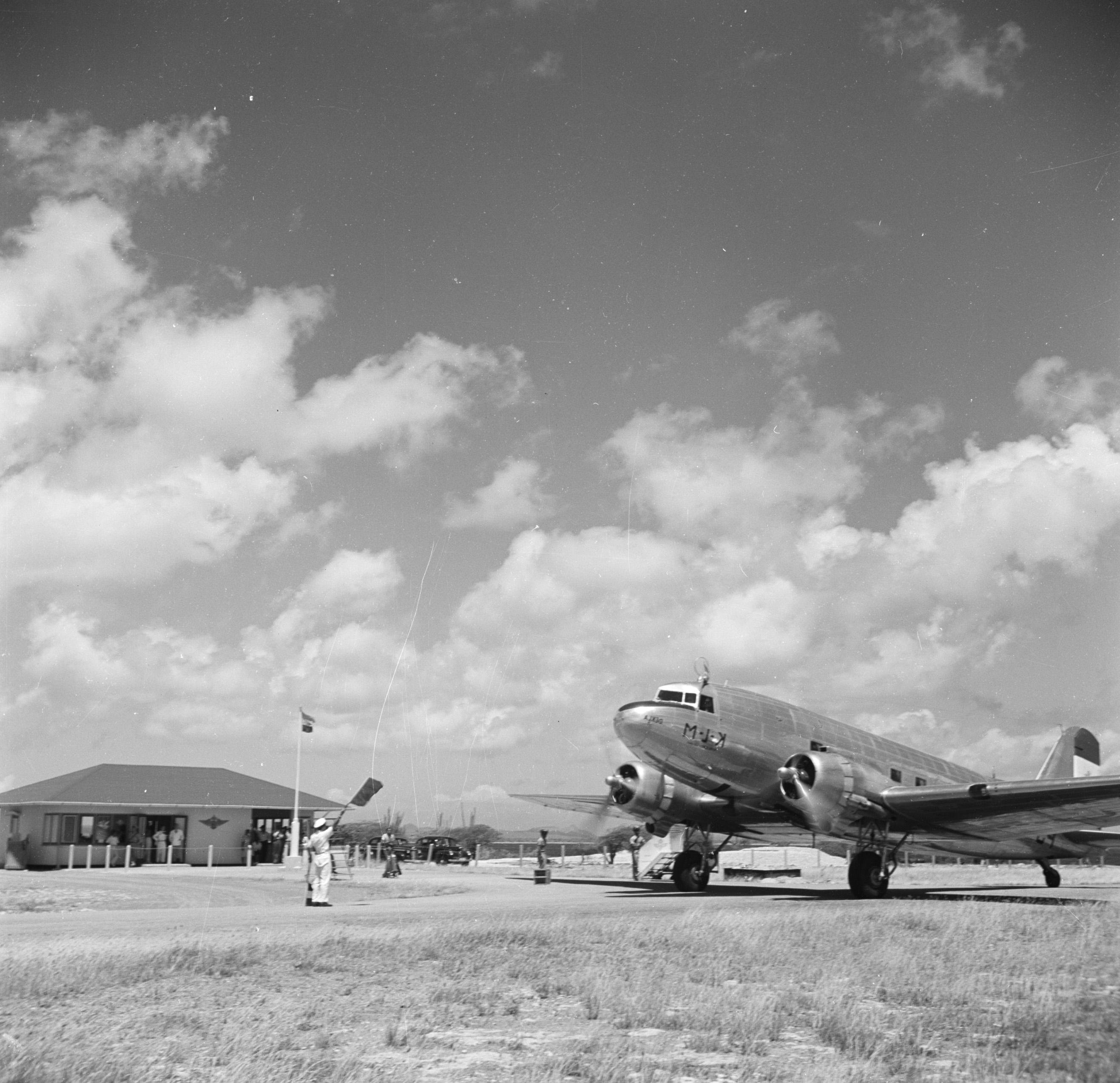
Subi Blanko luchthaven (1947)

 De legerbasis omvatte kazernes, personeels- en sportaccommodatie alsmede een technische ruimte, die toegerust was met een van de eerste radarinstallaties in het Caribisch gebied. Nadat het Subi Blanko vliegveld te klein werd, begonnen de Amerikanen in december 1943 met de aanleg van een nieuwe vliegbasis; dit zou later de luchthaven Bonaire International Airport worden. Bij het vertrek van de Amerikaanse troepen in februari 1947 werd het kamp te Tanki Maraka volledig ontmanteld op de betonnen funderingen en betonblokken na.
In 2007 was Tanki Maraka de site van militair-archeologisch onderzoek van het Bonaire Archeologisch Instituut (BONAI) onder leiding van Jay Haviser. Dit onderzoek heeft geleid tot het stichten van het openluchtmuseum, dat in 2015 geopend werd.